# Narcissus poeticus
Il narciso selvatico (Narcissus poeticus L., 1753) è una pianta erbacea bulbosa della famiglia delle Amarillidacee.

## Descrizione
La corolla del fiore è bianca, di dimensioni comprese tra i 4 e i 6 cm di diametro e composta da un totale di 6 petali, mentre la paracorolla è gialla con bordature dentate rosse di 2,5 mm di diametro. Le foglie sono lineali, strette e verdi. Il gambo raggiunge i 50 cm d'altezza, mentre il bulbo è sferico e marrone. Il fiore è profumato e fiorisce in primavera.

## Habitat e distribuzione
Cresce in prati erbosi ed umidi di zone montagnose, principalmente in Albania, Andorra, Austria, Francia, Grecia, Svizzera, Spagna, Ungheria, Italia, Romania e Ucraina. È stato introdotto in Belgio, Gran Bretagna, Repubblica Ceca, Germania e Colombia.

## Derivazione
Il nome della specie deriva dal personaggio mitologico greco Narciso, Νάρκισσος (Narkissos) e dal termine ναρκὰο (narkào,  narcotico). Alcuni indicano come possa derivare anche dal termine persiano Nargis (نرگس). Entrambi i termini sono usati riferendosi al forte e piacevole odore del fiore della pianta.

## Curiosità
È il fiore caratteristico del Principato d'Andorra, dove questa particolare specie di narciso viene chiamata in catalano "Grandalla".

## Tassonomia
È stato descritto  per la prima volta da Linneo nel 1753 nella sua pubblicazione Species Plantarum 1:289.
Si accettano due varianti della pianta:
- Narcissus poeticus subsp. radiiflorus (Salisb.) Baker, Handb. Amaryll.: 12 (1888).
- Narcissus poeticus subsp. verbanensis (Herb.) PDSell in P.D.Sell & G.Murrel, Fl.Great Britain Ireland 5: 363 (1996).

### Sinonimia
- Autogenes poeticus (L.) Raf.[4]

## Tossicità
Da ricordare che il bulbo del narciso contiene la narcisina, un alcaloide molto velenoso, che può essere pericoloso per gli animali e rivelarsi letale per l'uomo. La sua ingestione accidentale può condurre alla morte in sole 24 ore. Il narciso selvatico è più pericoloso di altri, agendo come un forte emetico e irritante.

## Galleria d'immagini

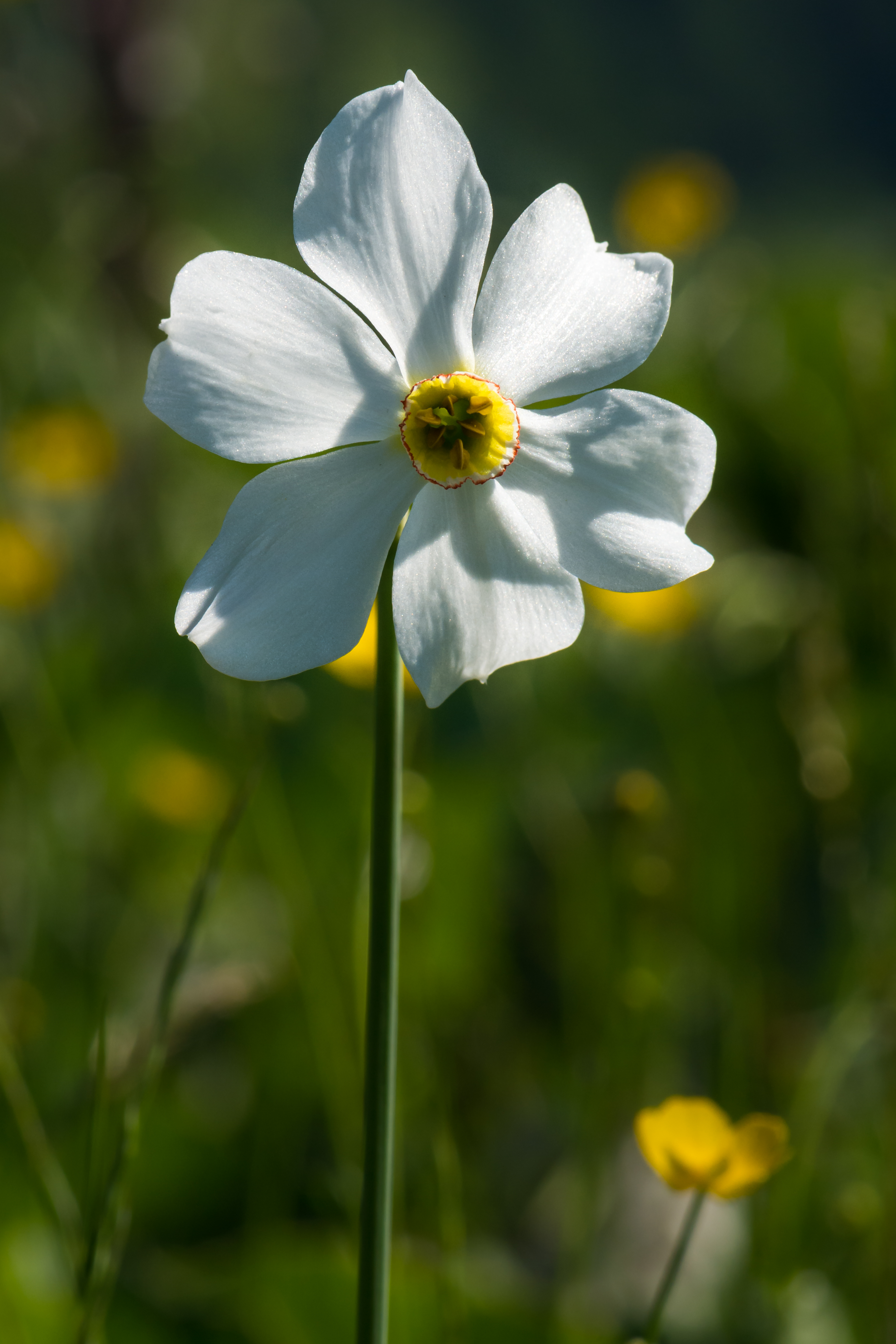
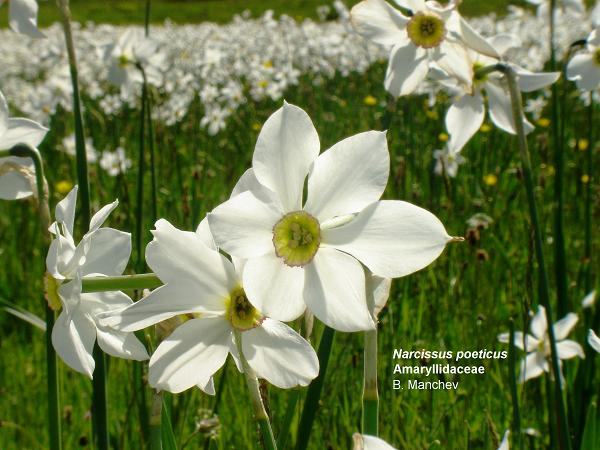
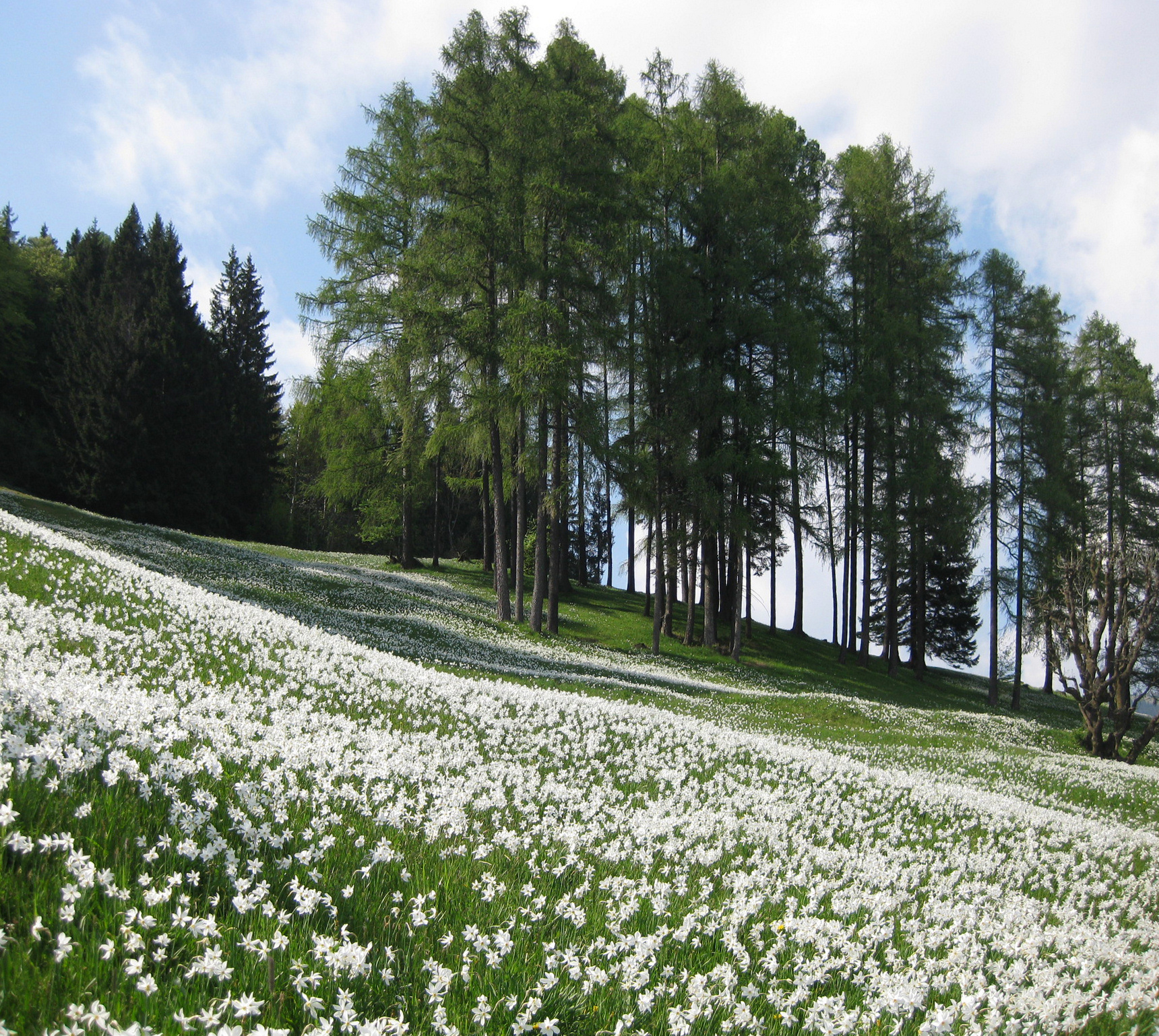
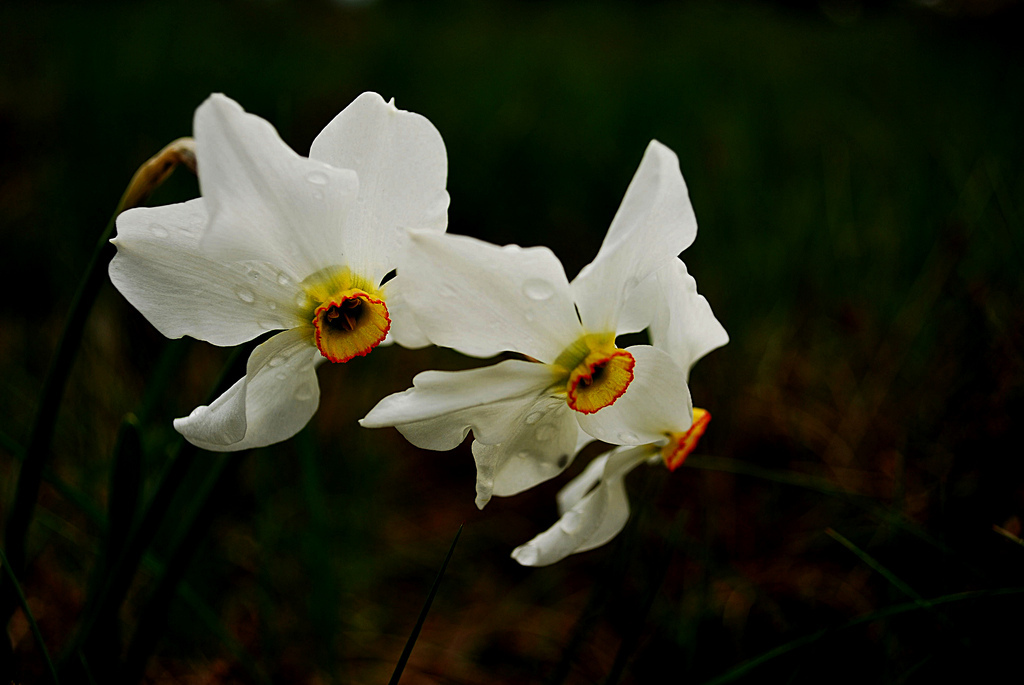
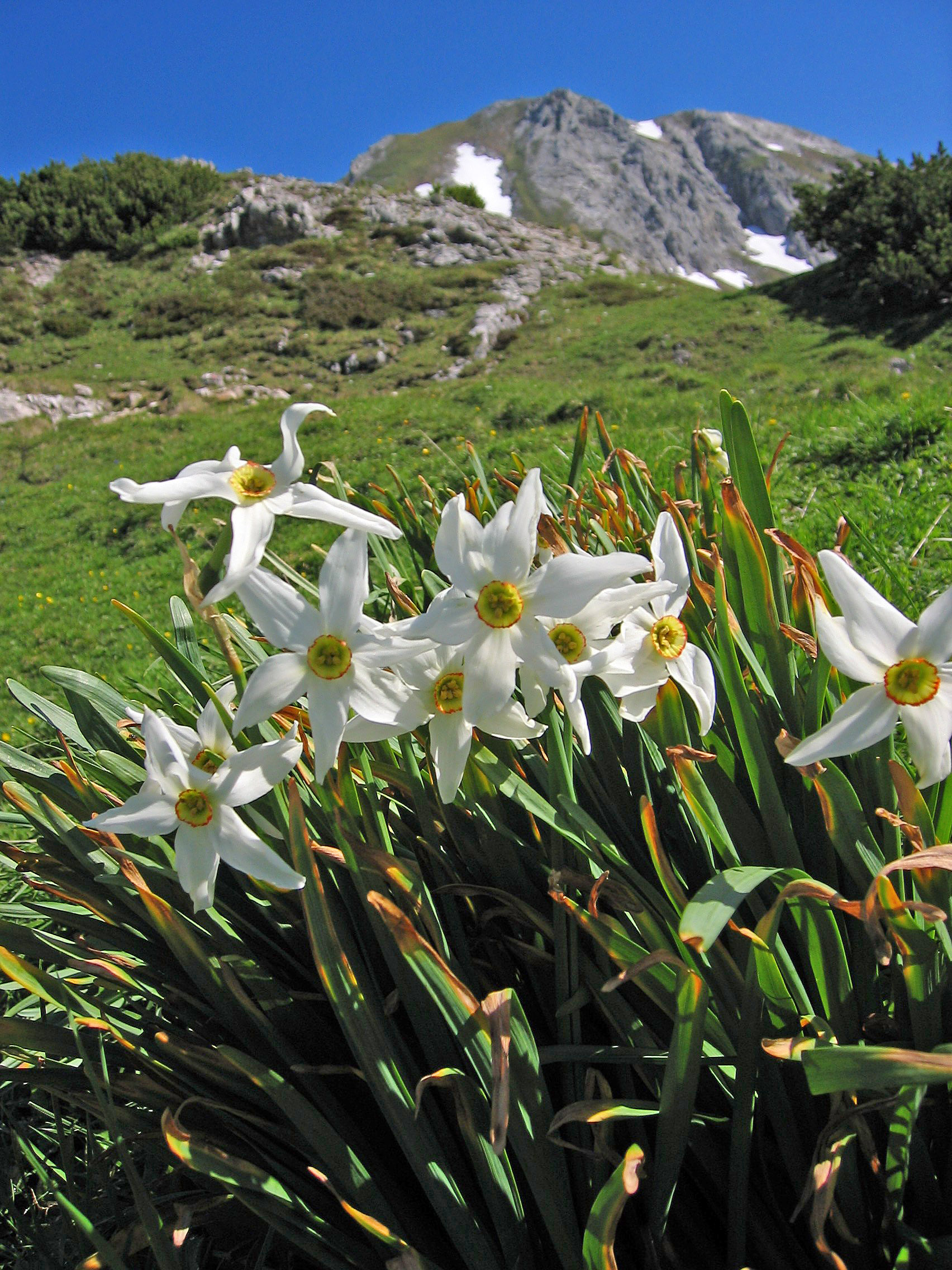
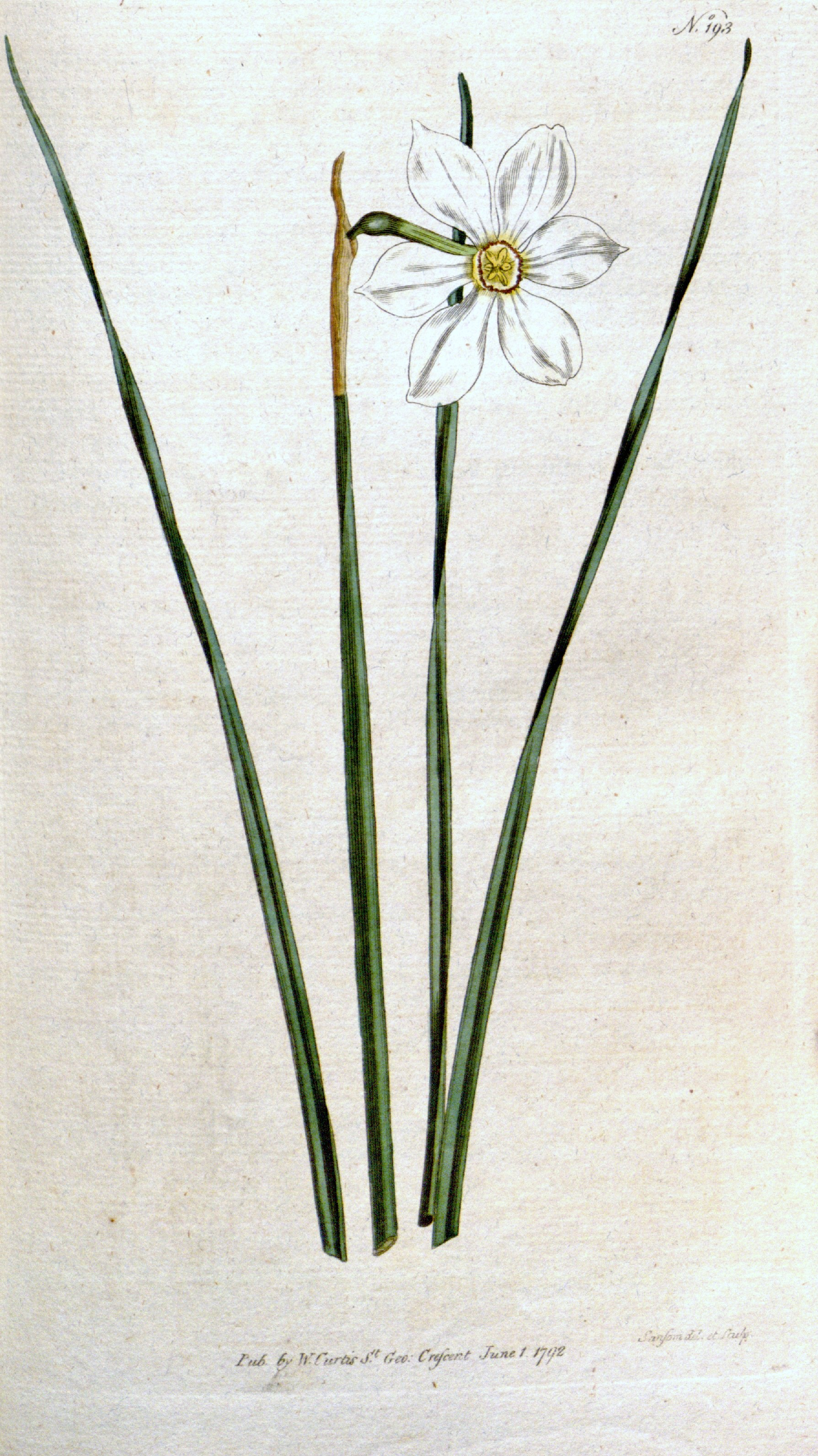
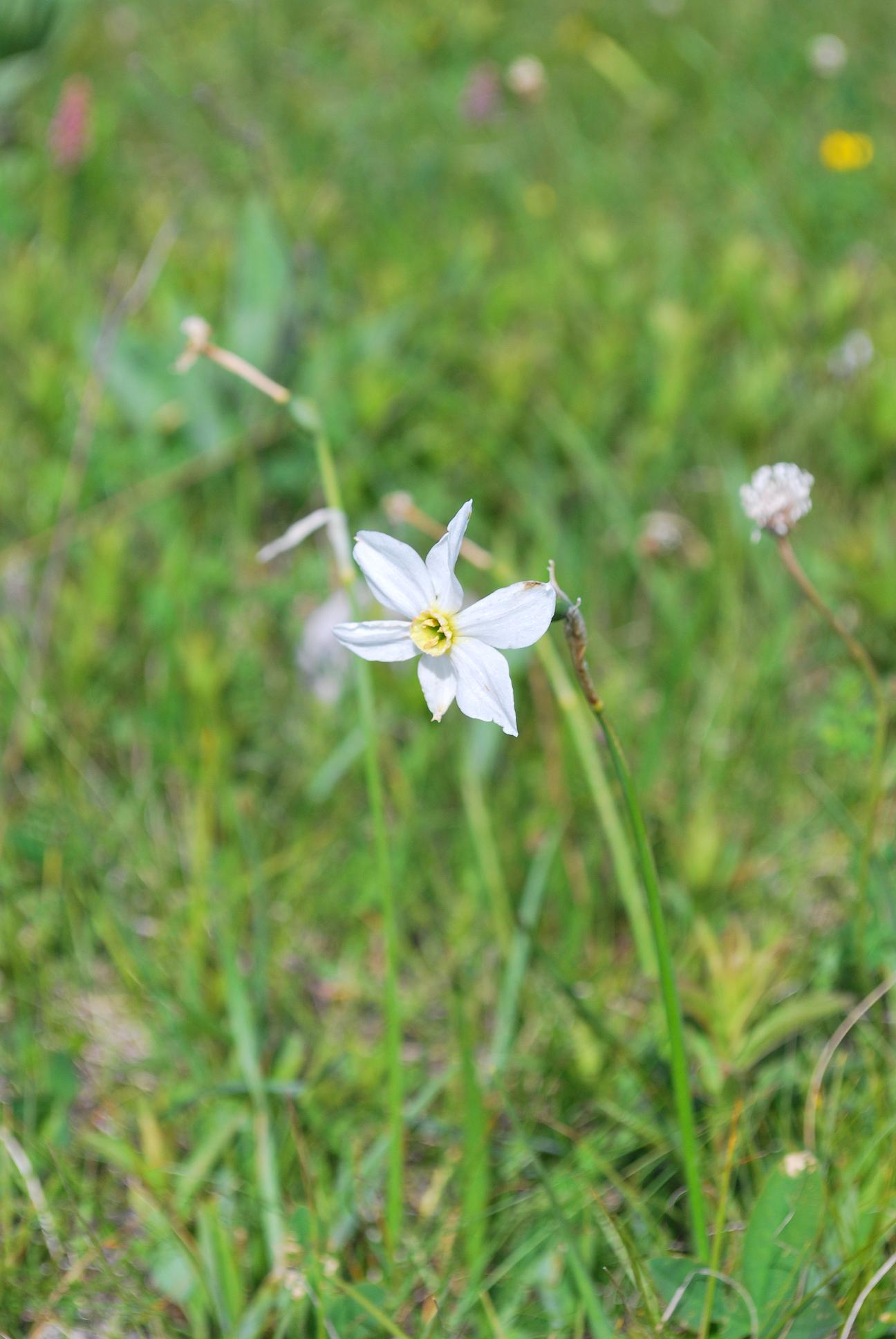
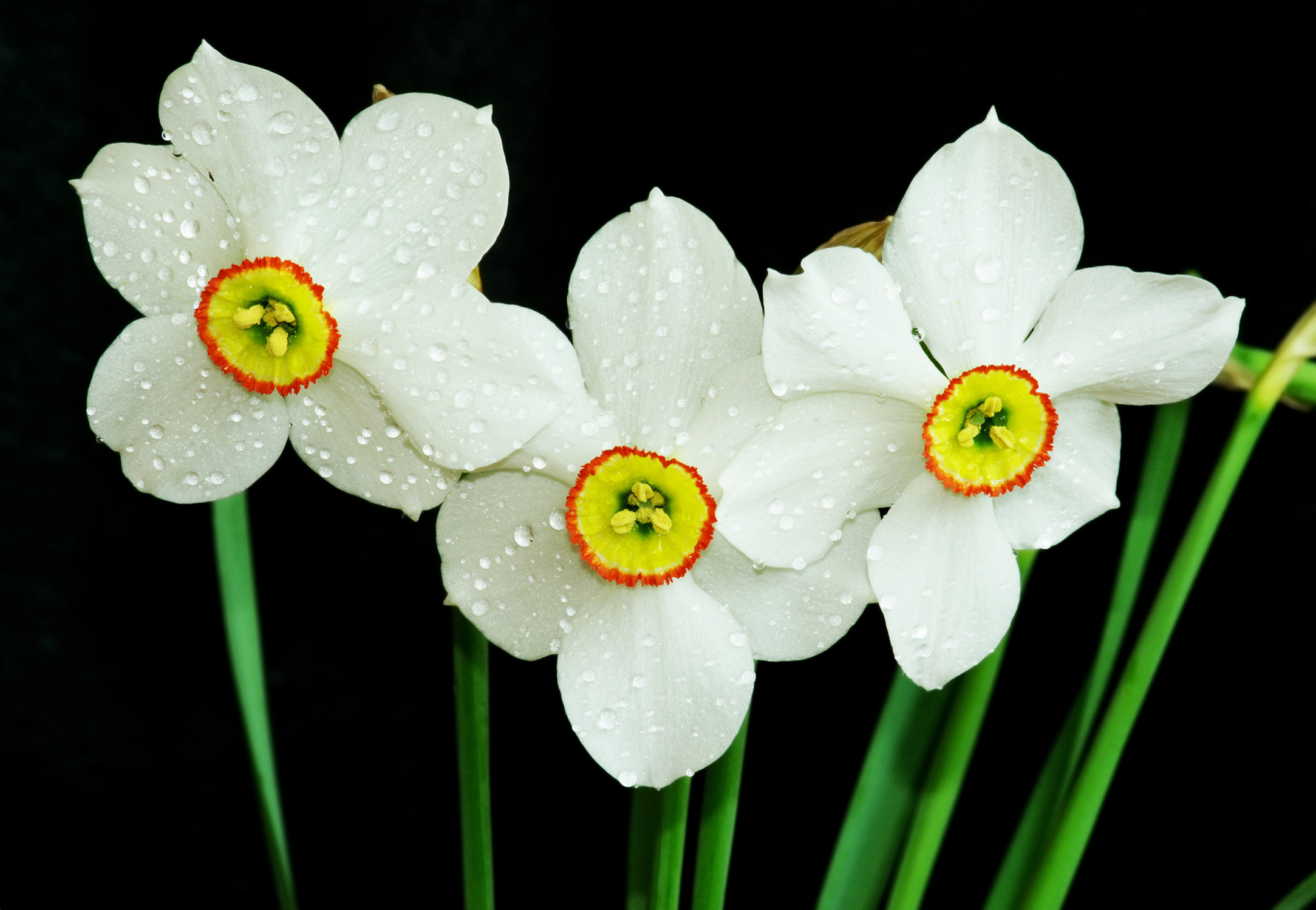
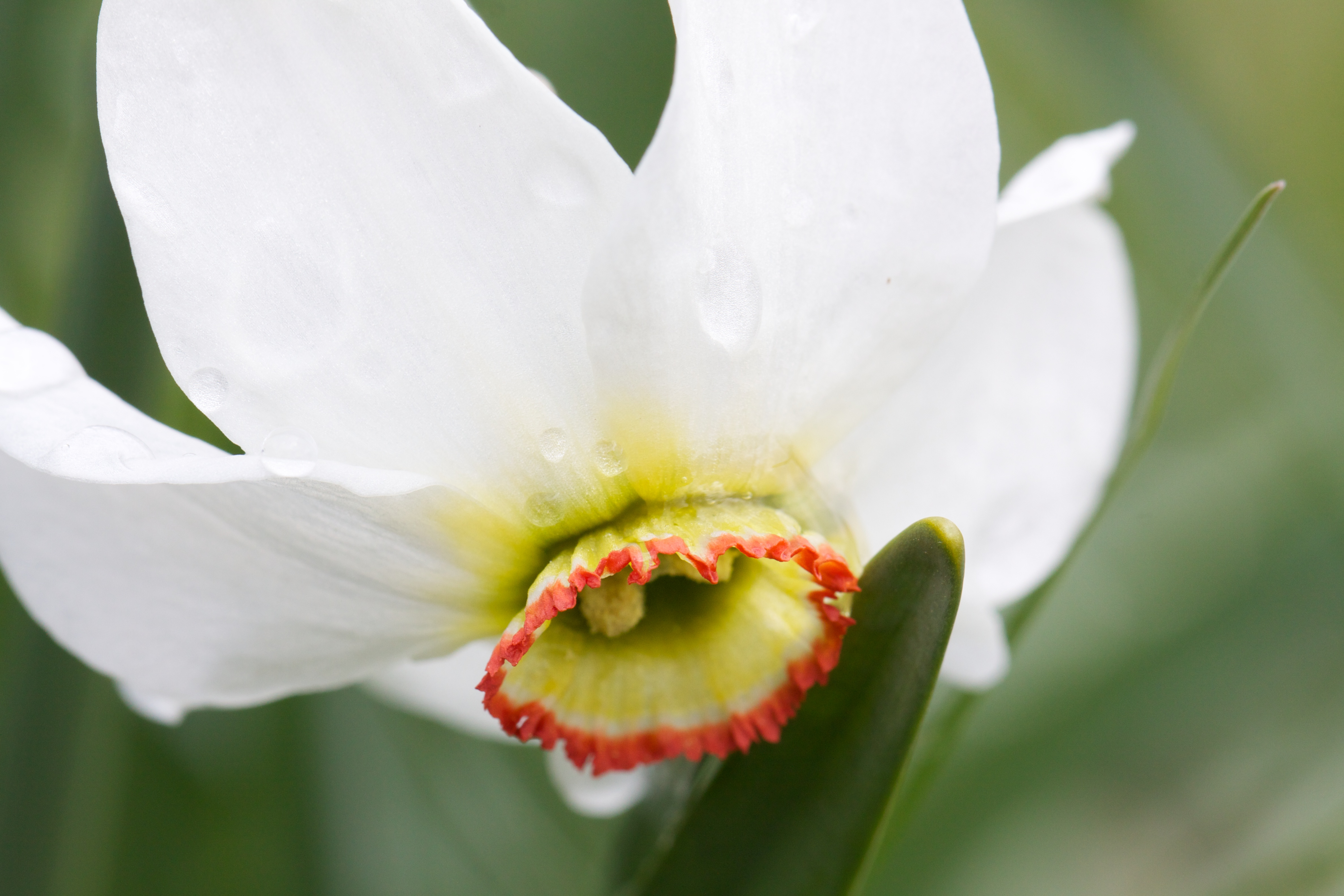
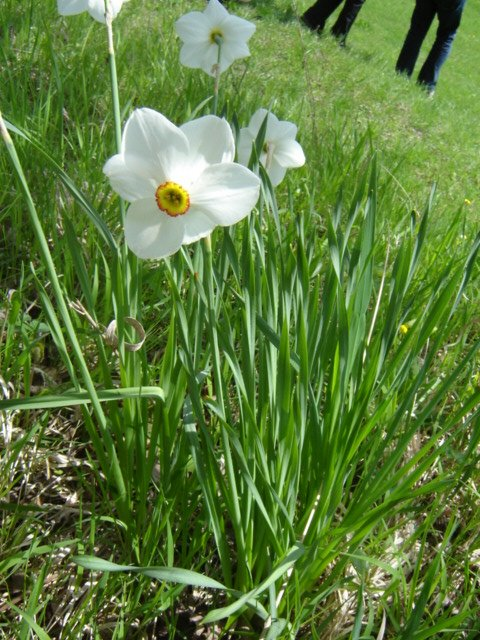
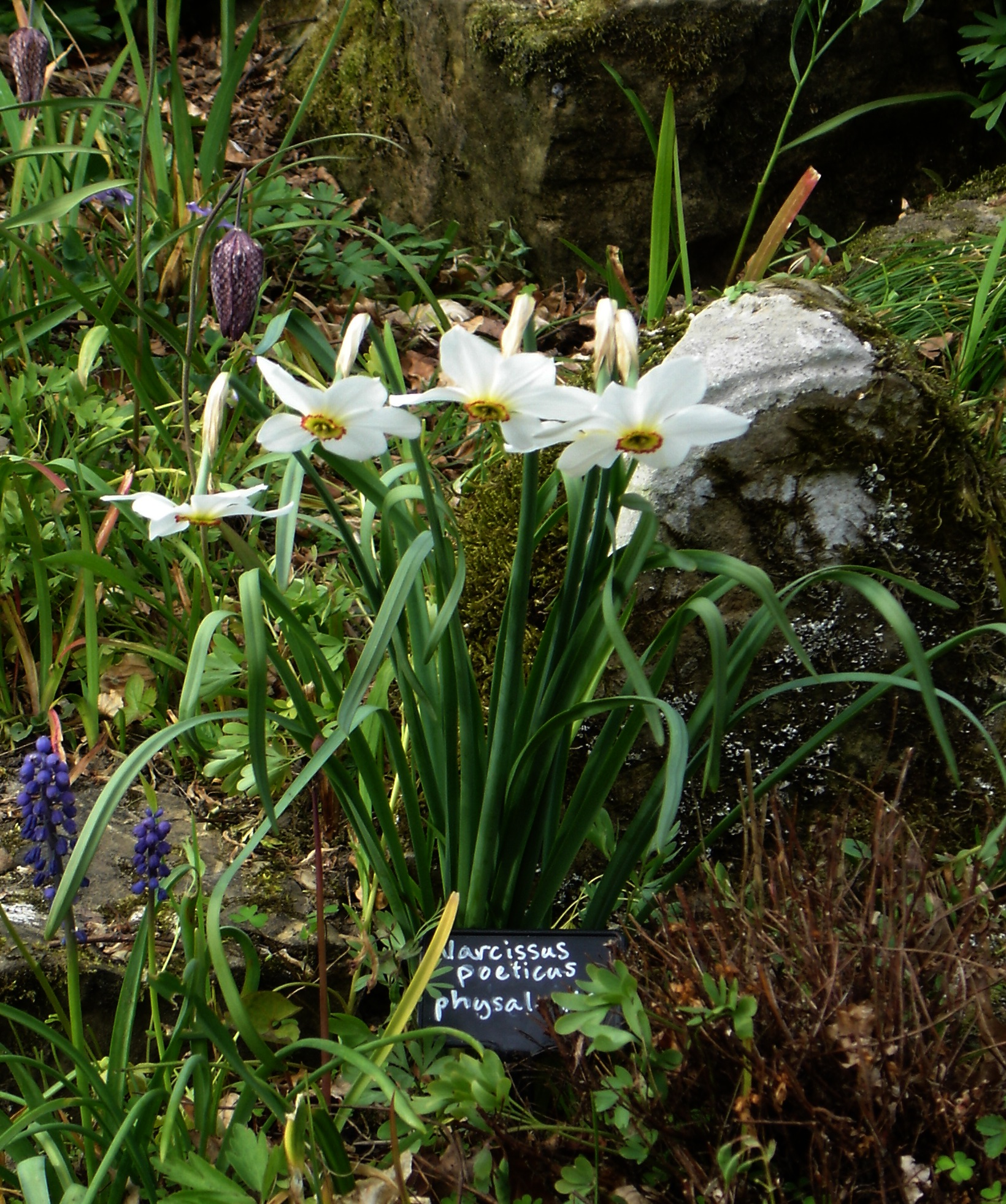
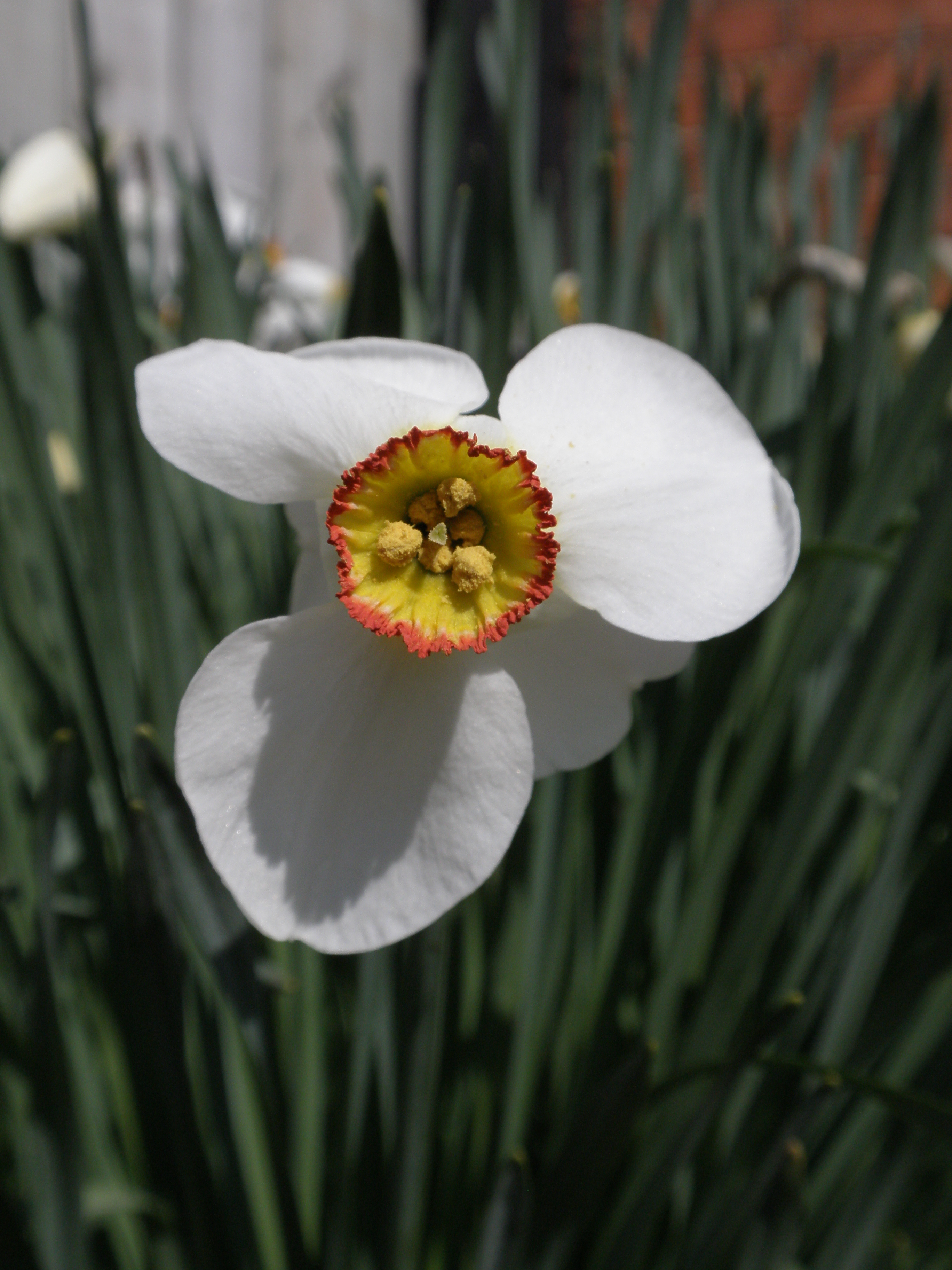
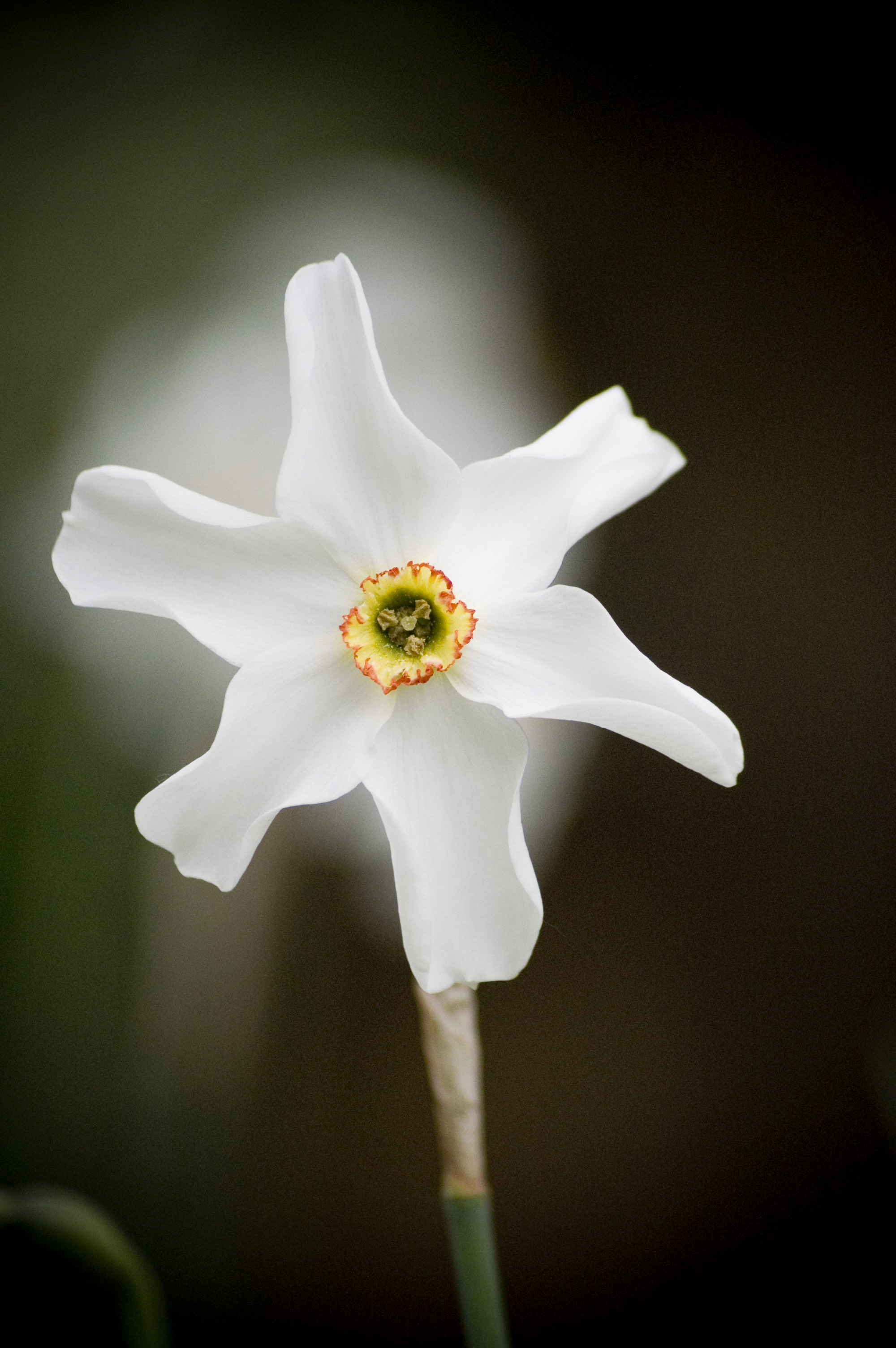
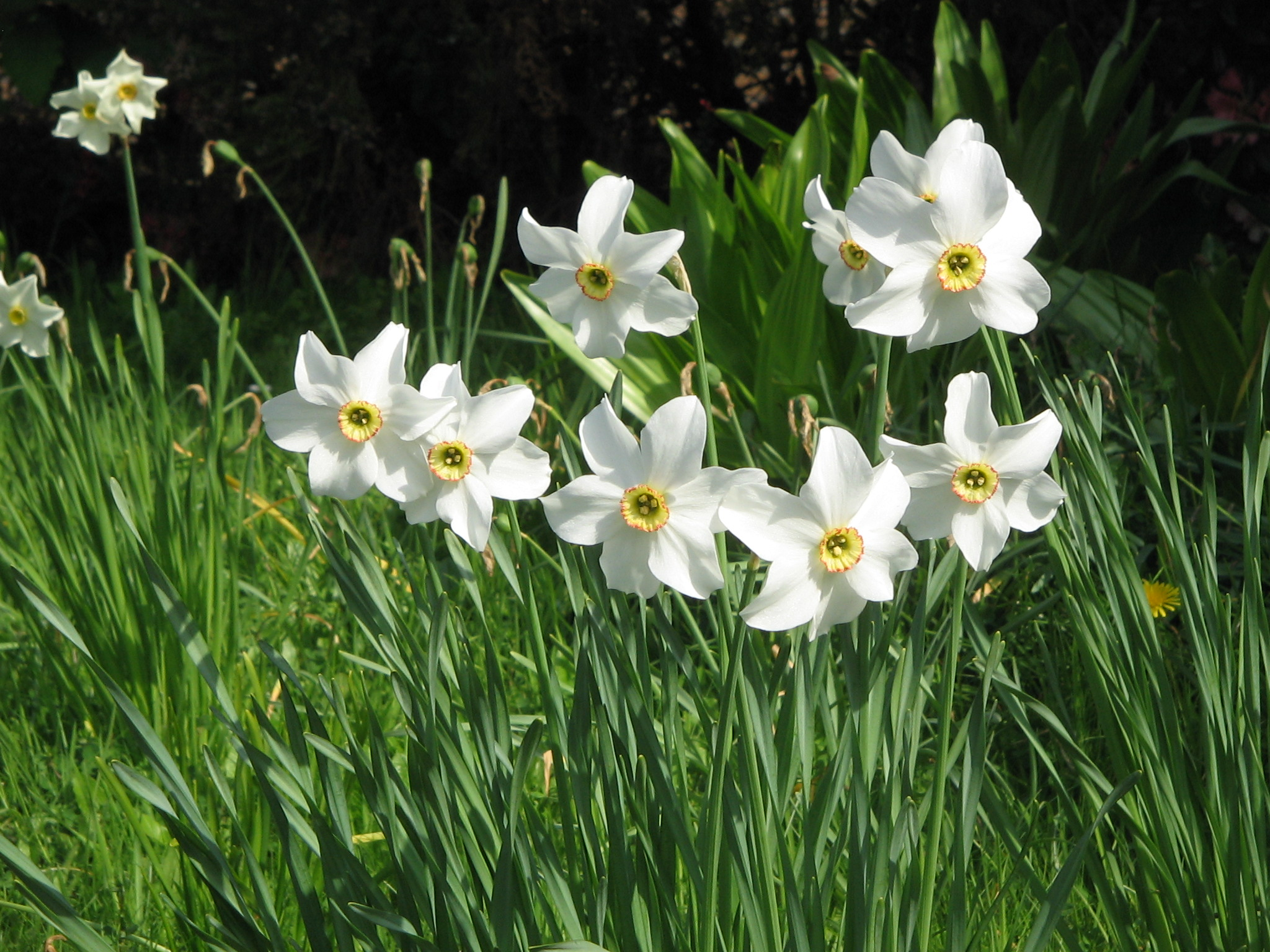